# Euthalia aegle
Euthalia aegle är en fjärilsart som beskrevs av William Doherty 1891. Euthalia aegle ingår i släktet Euthalia och familjen praktfjärilar. Inga underarter finns listade i Catalogue of Life.